# Leptanilla judaica
Leptanilla judaica is een mierensoort uit de onderfamilie van de Leptanillinae. De wetenschappelijke naam van de soort is voor het eerst geldig gepubliceerd in 1987 door Kugler, J..